# Донецька складчаста область
Донецька складчаста область розташована на південний схід від Дніпровсько-Донецької западини, виражена в сучасному рельєфі Донецькою височиною — кряжем. Там на поверхню виходять девонські і карбонові (кам'яновугільні) породи. Це структура герцинського горотворення. З товщею карбонових відкладів, потужність яких досягає 12 км, пов'язані поклади кам'яного вугілля.